# Charles Peterson

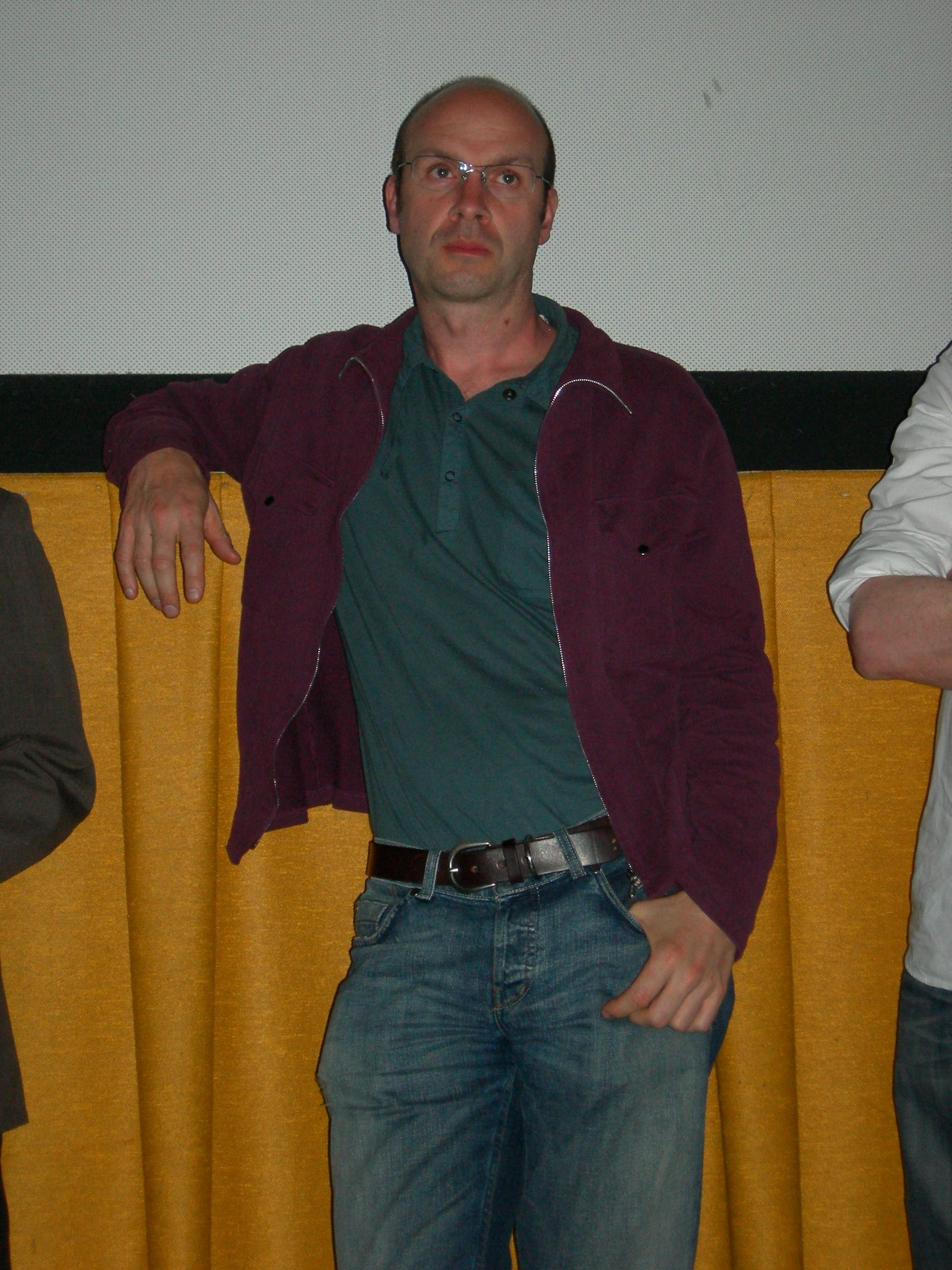
Charles Peterson 2007

Charles Peterson (* 1964) ist ein amerikanischer Fotograf.
Die meisten Album-Cover von Grungebands Ende der 80er bis Mitte der 90er aus der Gegend Seattle ziert eine Fotoaufnahme von Charles Peterson. Das Seattler Label Sub Pop verfolgte damals ein Konzept bei der künstlerischen Gestaltung ihrer Veröffentlichungen: Die Fotos wurden von Charles Peterson geschossen, die Gestaltung in musikalischer Hinsicht übernahm als Produzent Jack Endino, ansonsten wurden die Platten sehr einfach gehalten, zum Teil waren noch nicht einmal die Namen der Musiker vermerkt.

## Leben
Charles Peterson wuchs in einem Vorort von Seattle auf und lernte über Mark Arm (später Sänger erst bei Green River, dann bei Mudhoney) den einen Mitbegründer Sub Pops Bruce Pavitt kennen, um den sich damals ein Kreis von Künstlern, Promotern und Punkfans bildete, die die Grundlage für die sich bald extrem ausweitende Seattler Grungeszene bildete.
Die meisten Fotos entstanden bei Live-Auftritten der Bands, die Charles Peterson in der einen Hand ein Bier, in der anderen den Fotoapparat direkt vor der Bühne geschossen hatte. Die Fotos sind größtenteils in schwarz-weiß gehalten; durch längere Belichtungszeiten verwischt und verschwommen spiegeln sie sowohl die Energie und Bewegungen der Musiker und der Menge während des Auftrittes wider, als auch melancholisch-depressive Grundstimmung dieser Musik.
Die Dokumentation über die Musikszene Seattles ist in Form eines Fotobandes mit einem Vorwort von Michael Azerrad und einer CD 1995 auch auf Deutsch unter dem Titel „Screaming Life – Eine Chronik der Musikszene von Seattle“ erschienen.

## Front-Platten-Coverbilder (Auswahl)
- (1985): Various Artists: Deep Six
- (1987) Green River – Dry As A Bone (Sub Pop)
- (1989) Nirvana – Bleach (Sub Pop)
- (1989) Soundgarden – Louder Than Love (A&M Records)

## Veröffentlichungen (Bücher)
- 1995 Screaming Life – A Chronicle of the Seattle Music Scene
- 1999 Pearl Jam: Place/Date
- 2003 Touch Me I’m Sick